# (6589) Jankovich
(6589) Jankovich (1985 SL3) – planetoida z pasa głównego asteroid okrążająca Słońce w ciągu 3,43 lat w średniej odległości 2,27 j.a. Odkryta 19 września 1985 roku.